# 林龍吟
林龍吟（1987年4月5日—）是臺灣電影導演。

## 生平
林龍吟出身於臺中豐原，畢業自豐南國中、國立臺中第一高級中學、國立政治大學外交學系，後來他前往捷克布拉格電影學院修讀電影。2014年，他開始在嘉義縣東石鄉網寮村進行田野調查達一年半，並於2016年開始拍攝首部劇情長片《蚵豐村》，經過數年的後期製作，2019年於全州影展國際競賽單元中世界首映，並在都靈影展獲得表彰探討勞動議題作品的奇布蒂獎(CIPPUTI Award)。

## 執導作品

### 劇情長片
- 2019年：《蚵豐村》
- 2025年：《惡潮》

### 電視劇集
- 2021年：《國際橋牌社2》（與林世章共同導演）

## 獎項紀錄
| 年份   | 頒獎典禮                   | 獎項     | 影片       | 結果 |
| ------ | -------------------------- | -------- | ---------- | ---- |
| 2021年 | 第12屆青年電影手冊年度盛典 | 年度導演 | 《蚵豐村》 | 提名 |
| 2021年 | 第12屆青年電影手冊年度盛典 | 年度編劇 | 《蚵豐村》 | 提名 |

## 外部連結
- 林龍吟在互联网电影资料库（IMDb）上的資料（英文）